# Моршайд
Моршайд (нім. Morscheid) — громада в Німеччині, розташована в землі Рейнланд-Пфальц. Входить до складу району Трір-Саарбург. Складова частина об'єднання громад Рувер.
Площа — 5,48 км2. Населення становить 924 ос. (станом на 31 грудня 2020).